# Mappa
Mappa (eller Hamapa) er en ashkenazisk (ashkenazisk betegner jøder fra Tyskland og Østeuropa) kommentar til Shulchan Arukh, udarbejdet af Moses Isserlis. Da det halakhiske værk Shulchan Arukh er forfattet af en sefardisk rabbiner (Josef Karo), må det have en kommentar, som forklarer de østeuropæiske jøders (ashkenazim) måder at forholde sig på og opfattelse af jødisk tradition. Mappa indeholder disse forklaringer i form af kommentarer.
| Religion | Spire Denne religionsartikel er en spire som bør udbygges. Du er velkommen til at hjælpe Wikipedia ved at udvide den. |